# Joanne Wood
Joanne Wood (de soltera Calderwood; Irvine, Escocia, 23 de diciembre de 1986) es una artista marcial mixta retirada y ex-campeona mundial de Muay Thai británica que compitió en las divisiones de peso mosca y peso paja de Ultimate Fighting Championship (UFC).

## Primeros años
Empezó a entrenar Muay Thai por accidente. Cuando tenía 13 años, su hermano pequeño tenía que ir a una clase con su amigo, que no se presentó.  Su madre le pidió que fuera para hacerle compañía. Se enamoró de él y le rogó a su madre que le permitiera dejar la natación de competición para hacer las dos clases semanales. Esto la llevó a hacer dos sesiones al día y a dedicar todo su tiempo a entrenar por su cuenta entre estas sesiones.
Cuando crecía tuvo varios trabajos, incluido uno después de la escuela secundaria que consistía en ayudar a los niños y a las personas que estaban conectadas a máquinas de ventilación, controlándolos en el hospital y asistiéndolos cuando lo necesitaban. Pero eran turnos de 12 horas, que agotaban la energía y dificultaban el entrenamiento. Al final encontró otro gimnasio, dejó ese trabajo para trabajar en él y se comprometió mucho con su entrenamiento. "Tuve que decidir si quería seguir luchando o seguir en mi trabajo", dijo. "Quería seguir luchando".

## Carrera como peleadora de Muay Thai
Se inició en el Muay Thai en el año 2000 y fue nombrada luchadora del año de la STBA en 2009. Es la actual Campeona Mundial de Peso Mosca de la ISKA, la campeona europea de peso mosca de la IKF, la Campeona Europea de Peso Mosca de la WKL y la Campeona de Peso Gallo del Reino Unido del WBC, y está clasificada como número 2 del mundo por la World Professional Muaythai Federation. Su última pelea de Muay Thai fue en septiembre de 2012 y obtuvo un récord de 19-2-0.

## Carrera como artista marcial mixta

### Carrera temprana
Es la primera artista marcial mixta profesional de Escocia. Ganó su pelea de debut contra Noellie Molina por TKO en el primer asalto.
Después luchó en el tercer evento de la Super Fight League de la India, SFL 3, contra Lena Ovchynnikova. Ganó la pelea por decisión unánime.
Luego compitió en On Top 5, derrotando a Ainara Mota por TKO en el segundo asaltó.

### Invicta Fighting Championships y Cage Warriors Fighting Championships
Se enfrentó a Ashley Cummins el 6 de octubre de 2012 en Invicta FC 3: Penne vs. Sugiyama. Ganó la pelea por KO en el primer asalto. Esta victoria le valió el premio al KO de la Noche.
Estaba programada para enfrentarse a Bec Hyatt en Invicta FC 4: Esparza vs. Hyatt el 5 de enero de 2013 en Kansas City. Sin embargo, Hyatt fue trasladada al evento principal y se enfrentó a Livia von Plettenberg. Ganó la pelea por decisión unánime. Este fue su debut en la cartelera principal de un evento de Invicta FC.
Se enfrentó a Sally Krumdiack el 13 de abril de 2013 en Cage Warriors Fighting Championship 53. Ganó la pelea por TKO en el primer asalto.
Estaba programada para enfrentarse a Claudia Gadelha en Invicta FC 6: Coenen vs. Cyborg el 13 de julio de 2013, pero Gadelha fue trasladada a una pelea contra Ayaka Hamasaki después de que Carla Esparza sufriera una lesión. Se enfrentó a Sarah Schneider. El 23 de junio Schneider también se retiró por lesión y fue sustituida por Norma Rueda Center. Ganó la pelea por decisión unánime.
Se enfrentó a Katja Kankaanpää el 7 de diciembre de 2013 en Invicta FC 7: Honchak vs. Smith. Ganó la pelea por decisión unánime.

### Ultimate Fighting Championship

#### The Ultimate Fighter
El 11 de diciembre de 2013 se anunció que fue fichada por Ultimate Fighting Championship junto con otras diez luchadoras de peso paja para competir en la temporada 20 de The Ultimate Fighter, que coronará a la primera Campeona Femenina de Peso Paja de UFC de la historia. Derrotó a Emily Kagan por decisión mayoritaria tras dos asaltos para avanzar a los cuartos de final. Fue derrotada por Rose Namajunas en los cuartos de final por sumisión en el segundo asalto. A pesar de su derrota en la pelea de la ronda de semifinales, fue premiada con una bonificación de 25000 dólares por la Pelea de la Temporada.

#### Después deTUF
Calderwood enfrentó a Seo Hee Ham el 12 de diciembre de 2014, en The Ultimate Fighter: A Champion Will Be Crowned Finale . Ganó la pelea por decisión unánime.

#### 2015
Calderwood enfrentó a Maryna Moroz el 11 de abril de 2015, en UFC Fight Night 64. Perdió la pelea por sumisión en el primer asalto.
Se esperaba que Calderwood enfrentara a Bec Rawlings el 18 de julio de 2015, en UFC Fight Night 72. Sin embargo, Rawlings se retiró de la pelea debido a una lesión y fue reemplazada por la debutante Cortney Casey. Ganó la pelea por decisión unánime.
Se esperaba que Calderwood enfrentara a Paige VanZant el 10 de diciembre de 2015, en UFC Fight Night 80. Sin embargo, Calderwood se retiró de la pelea el 28 de octubre y fue reemplzada por Rose Namajunas.

#### 2016
Calderwood enfrentó a Valérie Létourneau en la primera pelea de peso mosca femenino en la historia de UFC el 18 de junio de 2016, en UFC Fight Night 89. Ganó la pelea por TKO en el tercer asalto.
Calderwood enfrentó a Jéssica Andrade el 10 de septiembre de 2016, en UFC 203. Perdió la pelea por sumisión en el primer asalto.

#### 2017
Calderwood enfrentó a Cynthia Calvillo el 16 de julio de 2017, en UFC Fight Night 113. En el pesaje, Calderwood pesó 118 libras, dos libras por encima del límite de peso paja. Como resultado, fue multada con el 20% de su bolsa, que fue hacía Calvillo, y la pelea continuó en un peso pactado. Perdió la pelea por decisión unánime.
Calderwood estaba programada para enfrentar a Bec Rawlings el 19 de noviembre de 2017, en UFC Fight Night 121. Sin embargo, el 7 de noviembre se anunció que Calderwood retiraba del evento debido a una lesión. Fue reemplazada por la debutante Jessica Rose-Clark.

#### 2018
Calderwood enfrentó a Kalindra Faria el 25 de agosto de 2018, en UFC Fight Night 135. Ganó la pelea por sumisión en el primer asalto.

#### 2019
Calderwood enfrentó a Ariane Lipski el 19 de enero de 2019, en UFC Fight Night 143. Ganó la pelea por decisión unánime.
Calderwood enfrentó a Katlyn Chookagian el 8 de junio de 2019, en UFC 238. Perdió la pelea por decisión unánime.
Calderwood enfrentó a Andrea Lee el 9 de septiembre de 2019, en UFC 242. Ganó la pelea por decisión dividida.

#### 2020
Se esperaba que Calderwood enfrentara a Valentina Shevchenko por el Campeonato Mundial de Peso Mosca Femenino de UFC el 6 de junio de 2020, en UFC 251. Sin embargo, Shevchenko se retiró de la pelea el 31 de marzo alegando una lesión en la pierna y la pelea fue aplazada.
Calderwood enfrentó a Jennifer Maia el 1 de agosto de 2020, en UFC Fight Night 173. Perdió la pelea por sumisión en el primer asalto. Luego de la pelea, Calderwood se desmayó entre bastidores cuando la revisaron en la sala médica. Fue trasladada a un hospital local. Su ritmo cardíaco descendió durante el trayecto, pero luego se estabilizó.

#### 2021
Calderwood enfrentó a Jessica Eye el 24 de enero de 2021, en UFC 257. Ganó la pelea por decisión unánime.
Calderwood enfrentó a Lauren Murphy el 12 de junio de 2021, en UFC 263. Perdió la pelea por decisión dividida.
Como la primera pelea de su nuevo contrato de múltiples peleas, Wood estaba programada para enfrentar a Alexa Grasso el 20 de noviembre de 2021, en UFC Fight Night 198. Sin embargo, Grasso se vio obligada a retirarse del evento debido a una lesión y fue reemplazada por Taila Santos. Perdió la pelea por sumisión en el primer asalto.

#### 2022
Wood enfrentó a Alexa Grasso el 26 de marzo de 2022, en UFC on ESPN 205. Perdió la pelea por sumisión en el primer asalto.

#### 2023
Wood enfrentó a Luana Carolina el 18 de marzo de 2023, en UFC 286. Ganó la pelea por decisión dividida.
Wood estaba programada para enfrentar a Priscila Cachoeira el 29 de julio de 2023, en UFC 291. Sin embargo, Wood se retiró de la pelea por razones no reveladas y fue reemplazada por Miranda Maverick.

#### 2024
Wood enfrentó a Maryna Moroz el 9 de marzo de 2024, en UFC 299. Ganó la pelea por decisión unánime y anunció su retiro durante la entrevista post-pelea.

## Vida personal
Estuvo comprometida con su exentrenador James Doolan hasta 2015. Se comprometió con el entrenador principal de Syndicate MMA, John Wood, en octubre de 2019,  la pareja se casó en octubre de 2021.
Fijó su residencia en Las Vegas en marzo de 2018, tras haber vivido y entrenado previamente en Montreal.

## Campeonatos y logros

### Kickboxing
- International Kickboxing Federation
  - Campeonato Europeo IKF de Peso Mosca (53.2 kg/117 lb)[8]
- International Sport Karate Association
  - Campeonato Mundial ISKA de Peso Mosca (-51.8 kg/114 lb)[8]
- Scottish Thai Boxing Association
  - Luchador del año 2009 de la STBA[8]
- World Boxing Council Muaythai
  - Campeonato Británico de Muaythai de peso mosca del CMB (-50.8 kg/112 lb)[8]
- World Kickboxing League
  - Campeonato Europeo de Peso Mosca de la WKL[8]

### Artes marciales mixtas
- Ultimate Fighting Championship
  - Pelea de la Noche (una vez) vs. Cortney Casey
- Women's MMA Press Awards
  - Luchador del año 2014 favorito de los aficionados[82]
  - Novato del año 2012[8]

## Récord en artes marciales mixtas
| Récord profesional | Récord profesional | Récord profesional |
| 25 peleas          | 17 victorias       | 8 derrota          |
| ------------------ | ------------------ | ------------------ |
| Nocaut             | 5                  | 0                  |
| Sumisión           | 1                  | 5                  |
| Decisión           | 11                 | 3                  |

| Resultado | Récord | Oponente              | Método                          | Evento                                                  | Fecha                    | Ronda | Tiempo | Localización         | Notas                                                 |
| --------- | ------ | --------------------- | ------------------------------- | ------------------------------------------------------- | ------------------------ | ----- | ------ | -------------------- | ----------------------------------------------------- |
| Victoria  | 17–8   | Maryna Moroz          | Decisión (dividida)             | UFC 299                                                 | 9 de marzo de 2024       | 3     | 5:00   | Miami, Florida       |                                                       |
| Victoria  | 16–8   | Luana Carolina        | Decisión (dividida)             | UFC 286                                                 | 18 de marzo de 2023      | 3     | 5:00   | Londres              |                                                       |
| Derrota   | 15-8   | Alexa Grasso          | Sumisión (rear-naked choke)     | UFC on ESPN: Blaydes vs. Daukaus                        | 26 de marzo de 2022      | 1     | 3:57   | Columbus, Ohio       |                                                       |
| Derrota   | 15-7   | Taila Santos          | Sumisión (rear-naked choke)     | UFC Fight Night: Vieira vs. Tate                        | 20 de noviembre de 2021  | 1     | 4:49   | Las Vegas, Nevada    |                                                       |
| Derrota   | 15-6   | Lauren Murphy         | Decisión (dividida)             | UFC 263                                                 | 12 de junio de 2021      | 3     | 5:00   | Glendale, Arizona    |                                                       |
| Victoria  | 15-5   | Jessica Eye           | Decisión (unánime)              | UFC 257                                                 | 24 de enero de 2021      | 3     | 5:00   | Abu Dhabi            |                                                       |
| Derrota   | 14-5   | Jennifer Maia         | Sumisión (armbar)               | UFC Fight Night: Brunson vs. Shahbazyan                 | 1 de agosto de 2020      | 1     | 4:29   | Las Vegas, Nevada    |                                                       |
| Victoria  | 14-4   | Andrea Lee            | Decisión (dividida)             | UFC 242                                                 | 7 de septiembre de 2019  | 3     | 5:00   | Abu Dhabi            |                                                       |
| Derrota   | 13-4   | Katlyn Chookagian     | Decisión (unánime)              | UFC 238                                                 | 8 de junio de 2019       | 3     | 5:00   | Chicago, Illinois    |                                                       |
| Victoria  | 13-3   | Ariane Lipski         | Decisión (unánime)              | UFC Fight Night: Cejudo vs. Dillashaw                   | 19 de enero de 2019      | 3     | 5:00   | Brooklyn, Nueva York |                                                       |
| Victoria  | 12-3   | Kalindra Faria        | Sumisión (arm-triangle choke)   | UFC Fight Night: Gaethje vs. Vick                       | 25 de agosto de 2018     | 1     | 4:57   | Lincoln, Nebraska    | Regreso a peso mosca.                                 |
| Derrota   | 11-3   | Cynthia Calvillo      | Decisión (unánime)              | UFC Fight Night: Nelson vs. Ponzinibbio                 | 16 de julio de 2017      | 3     | 5:00   | Glasgow              | Pelea en peso pactado (118 lbs); Wood no dio el peso. |
| Derrota   | 11-2   | Jéssica Andrade       | Sumisión (guillotine choke)     | UFC 203                                                 | 10 de septiembre de 2016 | 1     | 4:38   | Cleveland, Ohio      |                                                       |
| Victoria  | 11-1   | Valérie Létourneau    | TKO (patada al cuerpo y golpes) | UFC Fight Night: MacDonald vs. Thompson                 | 18 de junio de 2016      | 3     | 2:51   | Ottawa, Ontario      | Pelea en peso mosca.                                  |
| Victoria  | 10-1   | Cortney Casey         | Decisión (unánime)              | UFC Fight Night: Bisping vs. Leites                     | 18 de julio de 2015      | 3     | 5:00   | Glasgow              | Pelea de la Noche.                                    |
| Derrota   | 9-1    | Maryna Moroz          | Sumisión (armbar)               | UFC Fight Night: Gonzaga vs. Cro Cop 2                  | 11 de abril de 2015      | 1     | 1:30   | Cracovia             |                                                       |
| Victoria  | 9-0    | Seo Hee Ham           | Decisión (unánime)              | The Ultimate Fighter: A Champion Will Be Crowned Finale | 12 de diciembre de 2014  | 3     | 5:00   | Las Vegas, Nevada    |                                                       |
| Victoria  | 8-0    | Katja Kankaanpää      | Decisión (unánime)              | Invicta FC 7: Honchak vs. Smith                         | 7 de diciembre de 2013   | 3     | 5:00   | Kansas City, Misuri  |                                                       |
| Victoria  | 7-0    | Norma Rueda Center    | Decisión (unánime)              | Invicta FC 6: Coenen vs. Cyborg                         | 13 de julio de 2013      | 3     | 5:00   | Kansas City, Misuri  |                                                       |
| Victoria  | 6-0    | Sally Krumdiack       | TKO (golpes)                    | Cage Warriors Fighting Championship 53                  | 13 de abril de 2013      | 1     | 3:08   | Glasgow              |                                                       |
| Victoria  | 5-0    | Livia von Plettenberg | Decisión (unánime)              | Invicta FC 4: Esparza vs. Hyatt                         | 5 de enero de 2013       | 3     | 5:00   | Kansas City, Kansas  |                                                       |
| Victoria  | 4-0    | Ashley Cummins        | TKO (rodillazo al cuerpo)       | Invicta FC 3: Penne vs. Sugiyama                        | 6 de octubre de 2012     | 1     | 3:13   | Kansas City, Kansas  | Regreso a peso paja. KO de la Noche.                  |
| Victoria  | 3-0    | Ainara Mota           | TKO (golpes)                    | On Top 5                                                | 2 de junio de 2012       | 2     | 2:46   | Glasgow              | Pelea en peso pactado (121 lbs).                      |
| Victoria  | 2-0    | Lena Ovchynnikova     | Decisión (unánime)              | SFL 3                                                   | 6 de mayo de 2012        | 1     | 0:11   | Nueva Delhi          | Debut en peso mosca.                                  |
| Victoria  | 1-0    | Noellie Molina        | TKO (golpes)                    | On Top 4                                                | 25 de febrero de 2012    | 1     | 3:13   | Glasgow              | Debut en peso paja.                                   |